# Sulfon
Sulfon je hemijsko jedinjenje koje se sastoji od sulfonilne funkcionalne grupe vezane za dva atoma ugljenika. Centralni heksavalentni atom sumpora je vezan dvostrukom vezom za svaki od dva atoma kiseonika i jednostrukom vezom za svaki od dva atoma ugljenika, obično dva uglovodonična supstituenta.

## Sinteza
Opšta strukturna formula je , gde su R i R' organske grupe. Sulfidi su često prekurzori sulfona putem organske oksidacije, koja se odvija preko intermedijernog sulfoksida. Na primer, dimetil sulfid se oksiduje do dimetil sulfoksida i zatim do dimetil sulfona.
Jedan od industrijski korisnih sulfona je sulfolan, ciklični molekul sa formulom . On se tipično priprema adicijom sumpor dioksida u 1,3-butadien, čemu sledi hidrogenacija rezultujućeg sulfolena.

## Literatura
- Francis A. Carey, Richard J. Sundberg (2007). Advanced Organic Chemistry. Berlin: Springer. ISBN 978-0-387-68354-6.
- Hornback, Joseph (2006). Organic Chemistry. Australia: Thomson Brooks/Cole. ISBN 978-0-534-38951-2.